# Chrysogorgiidae
Die Chrysogorgiidae sind eine Familie der Achtstrahligen Korallen (Octocorallia), die in allen Weltmeeren vor allem in größeren Tiefen vorkommt.

## Merkmale
Wie fast alle Oktokorallen bilden die Arten der Familie Chrysogorgiidae Kolonien, die aus vielen Einzelpolypen bestehen. Die Kolonien stehen aufrecht, sind auf unterschiedliche Weise verzweigt oder unverzweigt und durch eine stark verkalkte scheibenförmige, krustige oder wurzelartige Verbindung fest mit dem Untergrund verbunden. Sie besitzen eine Skelettachse aus festem (nicht skleritischem) konzentrisch geschichtetem Calciumcarbonat. Im Querschnitt ist die Skelettachse elliptisch oder kreisförmig; ihre Schichten sind normalerweise glatt (nicht wellig). Die Skelettachse ist spröde und zeigt einen mit metallischem Glanz. Sie ist nicht durchscheinend. Die Polypen sind monomorph und können sich nicht in die Polypenkelche zurückziehen aber zusammenziehen. Auf jedem Ast der Kolonie sind sie normalerweise nur in einer Reihe angeordnet. Die Sklerite sind oft länglich (oft mit einer taillenartigen Einschnürung) oder haben die Form von unregelmäßigen Schuppen, Platten, Spindeln und Stäbe. Oft sind sie abgeflacht. Bei Betrachtung in polarisiertem Licht zeigen die Schuppen ein kreisförmiges Muster. Alle Arten der Chrysogorgiidae leben nicht mit Zooxanthellen in Endosymbiose und sind ausschließlich auf planktonische Nahrung angewiesen.

## Gattungen
Zur Familie Chrysogorgiidae gehören sieben Gattungen:
- Chrysogorgia Duchassaing & Michelotti, 1864
- Iridogorgia Verrill, 1883
- Metallogorgia Versluys, 1902
- Pseudochrysogorgia Pante & France, 2010
- Radicipes Stearns, 1883
- Ramuligorgia Cairns, Cordeiro & Xu, 2021
- Rhodaniridogorgia Watling, 2007

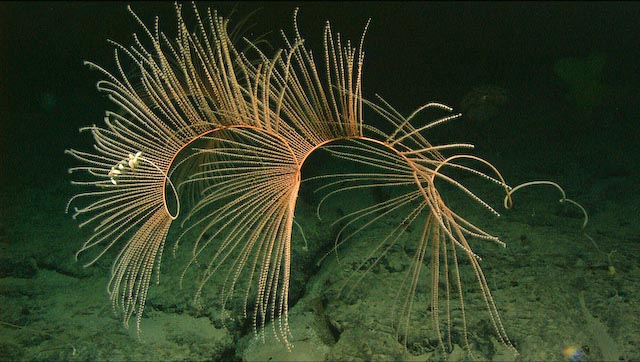
Iridogorgia magnispiralis
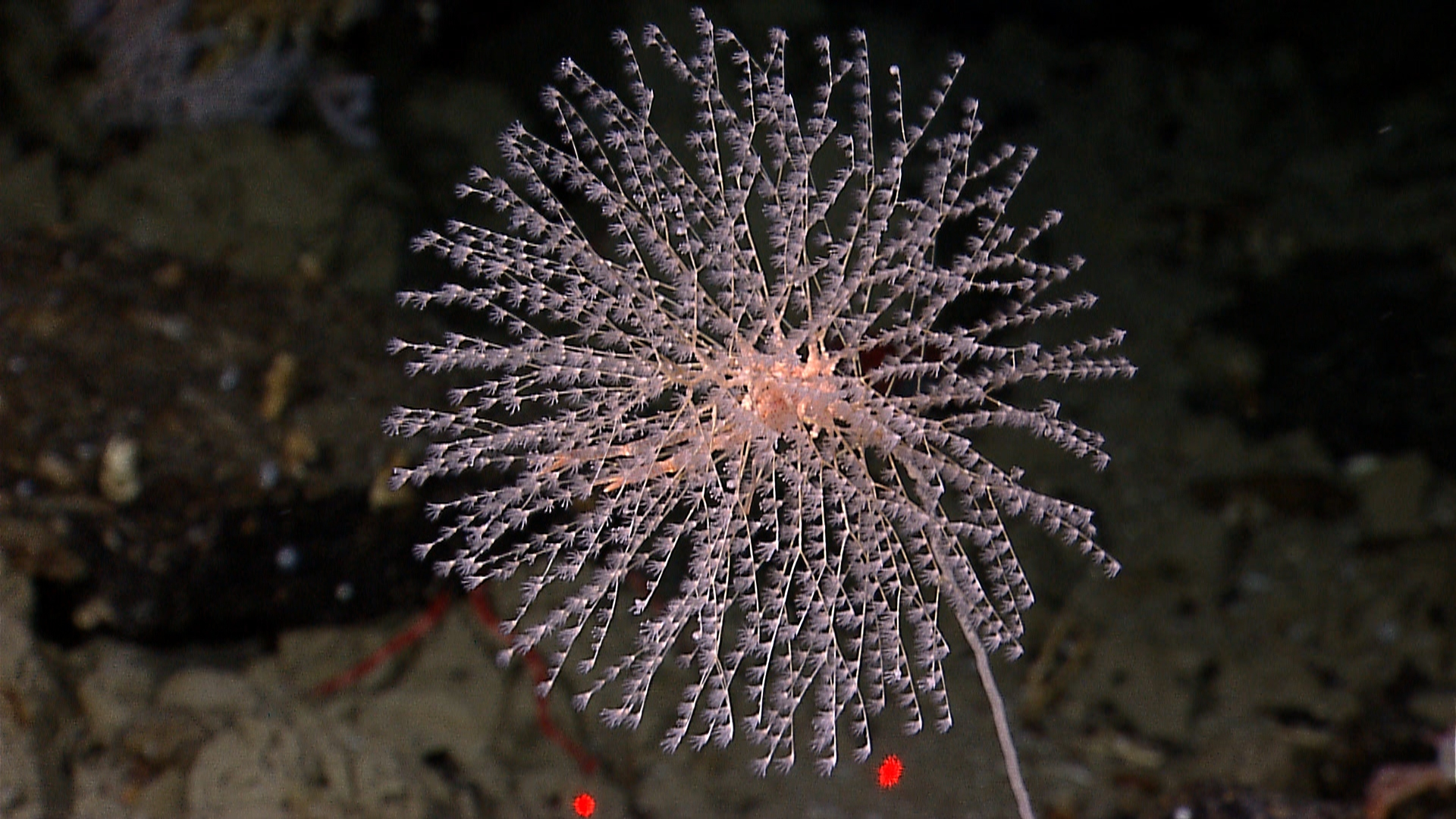
Metallogorgia sp.